# ピット・ヘルトマン
ピット・ヘルトマン（ドイツ語: Pit Heltmann）は、ドイツの外交官、大使。ボン大学出身、テュービンゲン出身。駐日大使館参事官などを経て、2018年から2020年にかけて駐朝大使を務めていた。
2018年9月20日、万寿台議事堂で最高人民会議常任委員会の金永南委員長に信任状を捧呈。爾後、駐朝大使として奉職していたが、2020年2月に新型コロナウイルスが世界的に流行したことを受けた共和国政府の措置により、ヘルトマン大使は他国と共同で利用している大使館の敷地内で軟禁状態に置かれ、2020年3月9日、他国の駐朝外交官と共にロシア領ウラジオストク行きの飛行機に搭乗して共和国を脱出した。